# Busy Bakers
Pour plus de détails, voir Fiche technique et Distribution.
Busy Bakers est un cartoon Merrie Melodies réalisé par Ben Hardaway et Cal Dalton en 1940.